# 新潟大火
新潟大火（にいがたたいか）とは、新潟県新潟市で発生した火災、及びそれによる被害の総称である。
新潟市内では明治維新以後、「新潟大火」と呼ばれる大規模な火災が数回あり、中には萬代橋（初代）が焼失する被害が出たこともあった。ここでは、そのうちの大規模な被害を出した1880年の大火と1908年の大火について記述する。

## 新潟大火 (1880年)
1880年（明治13年）8月7日、午前1時に上大川前通6番町から出火。火は約16時間燃え続け、午後5時に鎮火した。
西堀通から上大川前通までの各通の6番町から下、海沿いは西大畑から夕栄町まで延焼。6,000戸以上、新潟町の6割以上の家が焼失した。焼失した建物の中には警察署、監獄署、郵便局、小学校などの公立の建物や、第四国立銀行、米商会所、物産会社などがあった。

## 新潟大火 (1908年)

### 3月の大火（「若狭屋火事」）
1908年（明治41年）3月8日、古町通8番町から出火。
東堀7番町、東堀通7・8番町、本町通6～8番町、上大川前通1～3番町など、市内中心部1,198戸を延焼。この火災により、初代萬代橋が焼失した。
火元が芸妓置屋「若狭屋」であったことから、後述の9月の大火と区別するために「芸者屋火事」、または「若狭屋火事」と呼ばれた。

### 9月の大火
同年9月4日、古町通3番町から出火。
東堀通2・3・5番町、西堀前通2～5番町、西堀通3番町、営所通1番町など、2,076戸を延焼。市役所、警察署、師範学校など、多くの官公庁や学校などが焼失した。
1908年の二度の火事により柾谷小路の道幅は5間（約9メートル）から2倍に拡幅された。また、官公庁や学校では洋風建築での再建がみられた。